# Cloud Appreciation Society

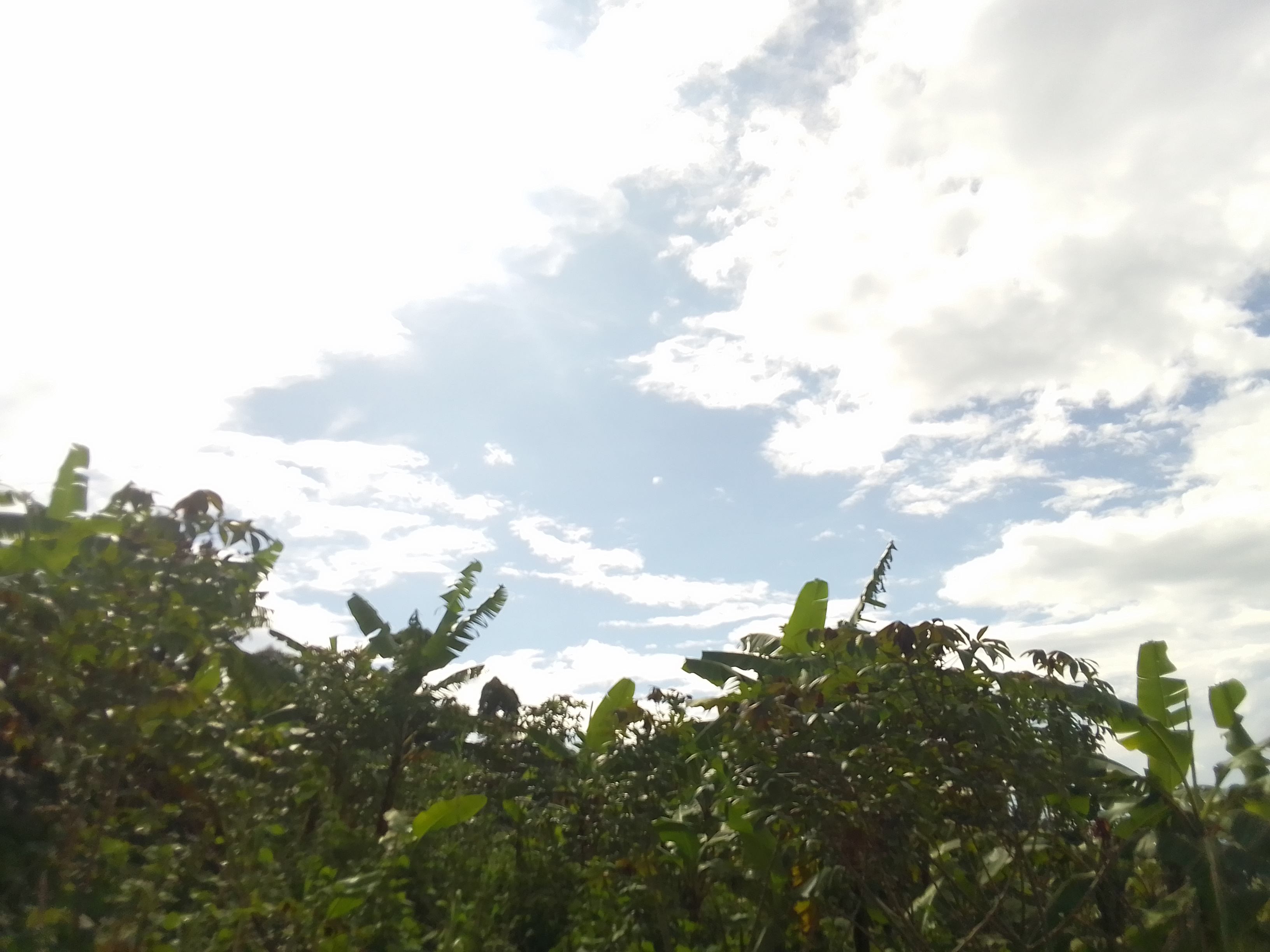
Foto de las nubes

La Cloud Appreciation Society es una asociación fundada por Gavin Pretor-Pinney en el Reino Unido en enero de 2005. La asociación pretende promover la comprensión y el aprecio por las nubes, y tiene más de 60.000 miembros en todo el mundo, de 120 países diferentes (2023).
Yahoo llamó a la página web de esta asociación como "el hallazgo más extraño y maravilloso de internet en el año 2005". El grupo y su fundador fueron el centro de un documental de la BBC Cloudspotting, basado en el libro de Pretor-Pinney The Cloudspotter's Guide. La Guía del observador de nubes ha sido editada en España por Publicaciones y Ediciones Salamandra, S.A., primera edición noviembre de 2007, y segunda en mayo de 2008.